# 明貴美加
明貴 美加（あきたか みか、1964年（昭和39年）4月17日 - ）は日本のイラストレーター・ゲームクリエイター。埼玉県出身。血液型AB型。男性。1987年から1994年まで『モデルグラフィックス』誌で連載した「今日のMS少女」のイラストで人気となり、『機動戦士ガンダムΖΖ』のメカデザインや、『銀河お嬢様伝説ユナ』シリーズの原作やキャラクターデザインなどを手がけた。

## 略歴
タカラ『デュアルマガジン』誌で初心者向けのプラモ作成法コーナーを担当した後、高校時代に企画デザイン制作会社の伸童舎に所属し、サンライズの『機動戦士Ζガンダム』『機動戦士ガンダムΖΖ』『シティーハンター』『機動戦士ガンダム0083』などにメカデザイナーとして関わった。
元々アマチュアイラストレーター・モデラーだった縁もあり、模型雑誌『モデルグラフィックス』でガンダムシリーズに登場するメカをモチーフにした『MS少女』のイラストを手がける（詳細は当該項目または『メカ少女』を参照）。これがブレイクし、その後の仕事の方向性に大きな影響を与えた。その後はレッドカンパニー（現：レッド・エンタテインメント）に移籍し、『銀河お嬢様伝説ユナ』のシリーズ展開とゲーム・アニメ・CDの企画およびすべてのイラスト、ラジオ出演を1人で手がけた。
版権に対して非常に厳格な対応をしており、ネットに作品のファンアートが少ないのは本人が直接規制したためである。ユナシリーズの終了後は漫画原作なども行っていた。それ以降はレッド・エンタテインメントで『サクラ大戦シリーズ』のメカニックデザイナーを手がけている。業界ではカトキハジメや毛利和昭、麻宮騎亜とも交友が深い。

### 人物
当初、現役女子高生メカデザイナーを名乗り、『モデルグラフィックス』のコーナーで長期に渡ってそのキャラクターを演じ続けた。詐称していた誕生日には読者からモデルグラフィックス編集部へケーキがプレゼントとして届けられたという逸話が、著作で紹介されている。他にも『なかよし』誌上では「トロが大好き美加ちゃん」という紹介文を用い、ラジオ番組では「お嬢様作家」を名乗るも第1回放送で超低音ボイスを突っ込まれ、早々と女性キャラクターをやめた。
レイバンのサングラスをトレードマークとしているが、これは『銀河お嬢様伝説ユナ』の制作時、ハドソンの担当ディレクターがいつも掛けていたレイバンを気に入って掛け出してからのものである。
『MS少女』に関しては出渕裕から「こんな仕事をしていると後悔するぞ」と、『機動戦士ガンダム』の原作者の富野由悠季から「恥ずかしいからやめろ！」と良い評価を受けてはいなかったが、レッド・カンパニー総帥の広井王子からは逆に「もっとその方向で突き進め」と言われている。会社の自室は膨大な各種ゲーム機とゲームソフトで埋め尽くされた濃い「オタク部屋」となっており、プライベートでは藤島康介のために美少女フィギュアの製作代行もしていた。熱狂的なソニー愛好家らしく、自身が先にデザインしていたミルキーと後発の井上トロが酷似していたためか非常に気に入り、イラストにはよくトロ（ミルキー）似のキャラクターを付けることがある。
ロボットのデザインはまず顔を決めてから全体を考えるという。

## デザインの方向性
初期から一貫して少女漫画のような大きな瞳を描く。露出の多いセクシーなイラストも多数発表しているが、『銀河お嬢様伝説ユナ』は女性からも人気があった。萌えブーム以前から、かわいらしい少女を書き続けている。
メカニックは曲線やシルエットで見せるデザインを得意とし、リアリティや重厚なメカニック要素はあまり取り入れていない。雑誌では幾何学模様を使ったデザインを多用する。なお、本人が好きなSF映画は『スタートレック』よりも『宇宙空母ギャラクティカ』とのこと。
多方面から何度も漫画の依頼を受けていたが、本人は絵の技術の未熟さを気にしており、頑なに断り続けていた。デザインにおいても、立体化を前提としたカトキとは異なり勘で描くタイプであり、描き終えたデザインを見返して全体のバランスの悪い箇所などに気づくと、すぐ追加要素を描き足して調整する癖を持つ。

## エピソード

### 機動戦士ガンダムΖΖ
メジャーデビュー作となったテレビアニメ『機動戦士ガンダムΖΖ』では、主役機ΖΖガンダムのデザインコンペに作品を提出している。本人はコアガンダムと呼ばれる小型のロボットに2機の戦闘機が合体するアイデアを含めた数多くのΖΖガンダム候補を提出した。最終的には小林誠がデザインした3機の合体変形案が採用されたが、コアファイター部分は完全な明貴デザインで、完成形では脚部に明貴デザインの面影が残っている。最終的な決定稿は北爪宏幸が仕上げたが、戦闘機形態はすべて明貴のクリンナップである。その際、戦闘機モードの一部に機首が存在しないことを小林に指摘され、機首となる「メガビームライフル」を3日で仕上げた。コクピットのレイアウトは明貴担当で、遊びで描いた合体レバーが監督の富野由悠季に気に入られたことを喜んでいたという。
他に採用されたデザイン案は、最終的にドーベン・ウルフとして採用になったガンダムMk-V (G-V) がある。「ガンダムが劇中に多過ぎる」という理由でネオ・ジオンのモビルスーツに設定が変更された際には、同じく元はガンダムとしてデザインされていたクィン・マンサと頭部デザインが入れ替えられている。後にモデルグラフィックスの『ガンダム・センチネル』においてガンダムMk-Vが用いられ、ドーベン・ウルフはガンダムMk-Vの改修型という設定となり、『ガンダム・センチネル』商品の一環としてバンダイの公認となった。なお、ガンダムMk-Vは当初から背面図画がなかったため、他のモデラーが製作上デザインしたものが、正式デザインとなっている。
この作品においては他のモビルスーツのリデザインも手がけているが、ゲーマルクの配色がオレンジに青という派手な色使いなのは、「キャラ・スーンの機体ならこうあるべきだ」という富野の希望であり、明貴は『機動戦士Ζガンダム』のジ・Oのような機体をイメージしてデザインしたと発言しており、自分の責任ではないと弁解していた。ザクIIIに関しても、灰色という配色や地味さを憂い、「マシュマーの色なら緑ですよね！」と、ザクらしい色にしたいと富野に強く嘆願した逸話がある。また、最終回ということで明貴はΖΖガンダムの強化と怪獣的なクィン・マンサのデザインをプレゼンしたが、後者の発想に「最終回だからって何してもいいとか考えるな」と激怒した富野に駄目出しを受け、共同で仕上げた。

### 機動戦士ガンダム0083
『機動戦士ガンダム0083 STARDUST MEMORY』に登場するガーベラ・テトラは、明貴によるガンダム試作4号機のデザイン案が基になっている。こちらも劇中にガンダムが多く出過ぎるという理由で採用されず、作品内ではガンダム試作4号機がデラーズ・フリートに譲渡する際に偽装されたという設定に変更されて登場し、本来のガンダム試作4号機は後に『ホビージャパン』で非公式に発表された。その後、『電撃B-Magazine』に「ガーベラ・テトラ改」として、決定稿をさらにボリュームアップしたようなバリエーションを発表し（このイラストには「殺・凶」のマーキングがあったが後に取り払われ、ゲームソフト『ギレンの野望シリーズ』に登場した際に名前が明かされた）、合計3種のガーベラが掲載された。後にカトキハジメがこの3つのパターンのガーベラの最大公約数的なアレンジを発表し、現在ではこのカトキ版が知られている。
明貴によると、ガーベラ・テトラとはGP-02を開発したスタッフが意趣返しに設計したもので、リック・ディアスにつながる重MSの設計思想と考えてデザインしたという。逆に、素のGP-04は後年のガンダムMk-IIにつながるデザインを行っている。

### 機動戦艦ナデシコ
主役機であるエステバリスは、初期の明貴案では「エグザバイト」という仮称だった。また、主役艦であるナデシコの名前もヤマトユニットとの合体で「ヤマトナデシコ」という形態になる構想だったが、お蔵入りを経て漫画版で採用されている。元々大月俊倫が『新世紀エヴァンゲリオン』とセットで暖めていた企画だったため、プラモ化を前提としたデザインには大きな制約があった。そのため、漫画版では早期にエステバリスはロートル化し、エグザバイトというディテールの細かい新型機が登場した。劇場版については前述の中原れいによるデザインで、明貴はブラックサレナのデザインを担当した。

### サクラ大戦3 〜巴里は燃えているか〜
舞台が帝都東京から巴里に移動し、主人公機の「光武を元にした巴里華撃団の機体」という設定に対し、「シルエットなどから光武シリーズであることが認識できるが、光武とは違う」デザインを実現させた。イベントグラフィック・戦闘シーン・ムービーシーンではオーバーワークススタッフ製作によるデザイン画を忠実に再現した3DCGが用いられ、後に「自分の描いたものは100%再現された」と明貴本人が述懐している。
武器選択には悩んだようで、標準的な大神機をデザインした後、隊員機用に大量の武器デザインを描いた。特に大悪党として描かれるロベリア機の武器はなかなか決まらず、ロベリア自身の服のデザインにあるチェーンなども考えられたが、「強くなさそう」との理由で没案とし、最終的に凶悪さを象徴するシザーハンドを装備した後、光武F2にてさらに巨大なシザーハンズへのパワーアップを遂げる形となった。

### 模型
モデラーだったこともあり、模型・玩具デザイナーとしても活躍している。前述の『デュアルマガジン』誌で初心者向けのプラモ作成法コーナーを担当した後、商業製品では『機動戦士Ζガンダム』のプラモ用三面図と『トランスフォーマー』の玩具（プレダキングなど）を行っている。他にもバンダイのハイコンプリートモデルのリデザインや、プラモデルのインストラクションにも参加している。
前述の『ガンダム・センチネル』にも関わっているが、この企画ではメインの作例やメカデザインよりもスピンアウト企画である『MS少女』がブレイクしたことから、Ζプラスをベースにした「椎奈」がガレージキット化までされることになった（明貴がインストラクションを担当）。その後も海洋堂と積極的にガレージキットの開発に協力しており、当時の日本としては珍しい塗装済みのブリスターパック販売トレーディングフィギュアや、完成品アクション美少女フィギュアに着目して先駆けた（決して元祖やブームの仕掛け人というわけではない）。自身の製作した模型が発表されることはないが、人気モデラーとタイアップしてオリジナル企画の模型を発表することは、その後も続けている。
また、アマチュア時代にはガンプラの1/20フィギュアシリーズにラインナップされたセイラ・マスとララァ・スンを改造し、『六神合体ゴッドマーズ』に登場するキャラクター・ロゼのフィギュアを製作している。これはラポート発行のムック『六神合体ゴッドマーズ大辞典』に掲載された。

## 主な作品

### ラジオ出演
銀河お嬢様電波ユナラジオ（レギュラーパーソナリティ）
リスナーからの人気により時間帯が日曜25:30 - 金曜25:00 - 土曜22:30と徐々に優遇され、番組は全3巻の総集編CD化されるに到った。ハドソンの新作ゲーム『北へ』にバトンタッチすることで長期のシリーズに幕を下ろした。

### 原作
- 銀河お嬢様伝説ユナ（ゲーム・アニメ・CD・ラジオ・小説、キャラクターデザイン・メカデザイン・ゲームデザイン・原作・ボイス出演）
- ぜんまいじかけのティナ（漫画・ネット企画、原作・キャラクター原案）
- シールドガールズ（小説、原作・イラスト）

### デザイン参加
- NEWドリームハンター麗夢 夢の騎士達（OVA・CDドラマ、メカデザイン（イラスト毛利和昭、麻宮騎亜））
- クルーズチェイサー ブラスティー（ゲーム、メカデザイン）
- 機動戦士Ζガンダム（サブメカデザイン・プラモデル用メカニック三面図担当）
- 機動戦士ガンダムΖΖ（メカニックデザイン）
  - クリンナップ
    - ガザD、シュツルム・ディアス（原案永野護）コアトップ・コアベース・Gフォートレス（原案小林誠） R・ジャジャ、ガ・ゾウム（原案出渕裕）ザク・マリナー、ディザート・ザク、ドワッジ（原案あさのまさひこ）

  - デザイン
    - 強化型ΖΖガンダム、フルアーマーΖΖガンダム、ネオ・コア・ファイター、クィン・マンサ（富野由悠季共同）ゲーマルク、ザクIII改、ドーベン・ウルフ、ジャムル・フィン、各種サブメカニック全般

  - プラモデルインストラクションイラスト
    - Gフォートレス強化型、ジャムル・フィンビッグブースター、ガ・ゾウムガンナータイプ

  - ミッションΖΖ（書籍）
  - クリンナップ
    - イグレイ イプシロン ハーピュレイ

  - デザイン
    - コア・ブースター
- ガンダム・センチネル（雑誌連載・書籍）
  - クリンナップ
    - ガザC（原案小林誠）

  - デザイン
    - ガンダムMK-V しいな（MS少女）、ガンダムMK-V改？（サイバーコミック発表）
- シティーハンター（メカデザイン）
- ファイブスター物語（劇場版、メカデザイン）
- 機動戦士ガンダム 逆襲のシャア（MSV、メカデザイン）
  - リ・ガズィ・カスタム、スタークジェガン、ギラ・ドーガ重装型
- 機動戦士ガンダム0080 ポケットの中の戦争（メカデザイン協力）
- 機動戦士ガンダム0083 STARDUST MEMORY（メカデザイン）
  - ドラッツェ、ゲルググ、ゲルググマリーネ・シーマ専用機、ヴァル・ヴァロ、ノイエ・ジール、ガーベラ・テトラ、ガーベラテトラ改、ガンダムGP04ガーベラ
- 機動戦士ガンダム00（プロップデザイン）
- サイレントメビウス（漫画・劇場版、メカデザイン）
- 機動戦艦ナデシコ（TVアニメ・コミック、メカデザイン）
  - TVアニメ版
    - エステバリス陸戦フレーム・0G戦フレーム・空戦フレーム・重機動フレーム・月面フレーム・海戦フレーム トレーラーバリス Xエステバリス ナデシコ

  - コミック版
    - アスカエステバリス（モデルグラフィックス発表） エグザバイト ガヴァメントエステバリス キュッパチ ヤマトナデシコ

  - 劇場版
    - ブラックサレナ
- 天外魔境 自来也おぼろ変（OVA、メカデザイン）
- サクラ大戦3 〜巴里は燃えているか〜（ゲーム、メインメカデザイン）
- サクラ大戦4 〜恋せよ乙女〜（ゲーム、メカデザイン）
- サクラ大戦V 〜さらば愛しき人よ〜（ゲーム、メカデザイン）
- 新サクラ大戦（ゲーム、メカデザイン）
- カオスウォーズ（ゲーム、ゲストキャラデザイン）
  - マコ
- 銀河婦警伝説サファイア（ゲーム、キャラクターデザイン）
- パルコミュージアム渋谷アニメ祭り2006（イベント、イメージキャラクターデザイン）
- スカイガールズ（TVアニメ、メカデザイン）
  - ビックバイパー
- スーパーロボット大戦Z（ゲーム、オリジナルメカデザイン）
- とある科学の超電磁砲（TVアニメ、重機・パワードスーツデザイン）
- とある科学の超電磁砲S（TVアニメ、パワードスーツデザイン）
- 劇場版 とある魔術の禁書目録 -エンデュミオンの奇蹟-（メカニックデザイン）
- スーパーロボット大戦OG -ジ・インスペクター-（メカニックデザイン）
- 武装神姫（ビックバイパー型MMS ヴェルヴィエッタ、リルビエートデザイン）
- カードファイト!! ヴァンガード（シャイニングレディ、超次元ロボダイユーシャデザイン）
- 姫神ガジェット（インプレッサロボデザイン）
- デート・ア・ライブ （TVアニメ、メカデザイン）
- デート・ア・ライブⅡ（TVアニメ、メカデザイン）
- デート・ア・ライブⅢ（TVアニメ、メカデザイン）
- デート・ア・ライブIV（TVアニメ、メカデザイン）
- デート・ア・ライブⅤ（TVアニメ、メカデザイン）
- ヘヴィーオブジェクト （TVアニメ、兵器デザイン）
- 対魔導学園35試験小隊 （TVアニメ、メカニックデザイン）
- 宇宙戦艦ヤマト2205 新たなる旅立ち （劇場アニメ、メカニカルデザイン）[3]
- アイの歌声を聴かせて （劇場アニメ、メガデザイン）[4]

### イラスト提供
- 月刊OUT（雑誌）
- デュアルマガジン（雑誌）
- 超音速のMS少女（連載時タイトルは「帰ってきたMS少女」等） （雑誌連載・書籍）
- SDガンダム（CDインストラクション）
- 甲竜伝説ヴィルガスト
- サイバーコミック（アンソロジーコミック表紙）
- お嬢様通信（雑誌連載・書籍）
- GUNDAM FIXギャルーション（雑誌連載）
- MEGU（雑誌連載）
- 電撃PCエンジン→Gsエンジン→Gsマガジン（雑誌連載）
- Let`sナデシコ（アンソロジーコミック）
- サクラ大戦 蒸気工廠（ムック）
- サクラ大戦V 蒸気工廠USA（ムック）
- スーパーロボット大戦OG SECRET HANGAR（メカイラスト、ヴァルシオーネ改造計画、バルゴラ少女）
- スカイガールズ（プラモデル版ビックバイパーのボックスアート、DVD特典のイラスト）
- とある魔術の禁書目録（新約一巻、駆動鎧）

### インディーズ活動
ホワイトリング（フィギュア） キャラクターデザイン
海洋堂所属原型師ボーメとのコラボレーション。
アグレッシブガール（フィギュア） キャラクターデザイン
MS少女で明貴美加のファンだった原型師みすまる☆ましいとのコラボレーション。
硬質少女有限公司（フィギュア+同人誌） 原作・キャラクターデザイン
同人誌と美少女フィギュアをセットにしたオリジナル企画。
HMX M.A・Collection（同人誌） 未発表イラスト集
『To Heart』中心の画集。